# Collège national Saint-Sava
Le Collège national Saint-Sava (en roumain : Colegiul Național Sfantul Sava), est la plus ancienne institution scolaire et universitaire de Roumanie. Cette institution demeure le symbole de l'affirmation de l'esprit national et de la langue roumaine. Elle est à la base de la création de la première bibliothèque nationale roumaine.

## Historique
Au XVIIe siècle, Saint Sava était à l'époque un vieux monastère construit dans le centre historique de Bucarest, à proximité de l'université d'aujourd'hui. C'est dans les salles du monastère que fut fondée, en 1694, sous le règne du prince de Valachie, Constantin II Brâncoveanu, la première institution d'enseignement supérieur. Cette institution d'enseignement put être lancé grâce à la forte influence européenne, principalement italienne, sur l'élite intellectuelle roumaine, qui a encouragé la montée de l'esprit national. Cette affirmation d'une conscience nationale avait le ferme soutien de nombreux écrivains et historiens de l'époque. Le grand chambellan Constantin Cantacuzino impulsa la création d'une telle institution à l'instar de ce qui existait en Italie.

## Contexte
Le Collège national Saint-Sava a été l'une des premières institutions académiques de la Valachie. Il fut créé, en 1818, dans le cadre de l'Académie princière de Bucarest, dans les bâtiments du monastère de Saint-Sava, devenu de nos jours le site de l'université de Bucarest. 
En 1821, le sultan de l'Empire ottoman, interdit les écoles de langue grecque et autorise le développement des écoles de langue roumaine. C'est au professeur et ingénieur Gheorghe Lazăr que l'on doit cette création dans le cadre de l'organisation de l'administration scolaire en Roumanie dont il était responsable. Gheorghe Lazăr fut aidé dans cette organisation de l'enseignement en langue roumaine par plusieurs personnalités intellectuelles telles que Petrache Poenaru, Ion Heliade Rădulescu et Eufrosin Poteca. 
En 1831, le collège fut organisé en trois niveaux.  Le premier niveau "les Humanités"  ou "Gymnasium" (quatre ans) ; le deuxième niveau "les enseignements complémentaires" (trois ans) ; enfin le troisième niveau "les classes spéciales" (enseignement supérieur, trois ans).
En 1838, ouverture de la bibliothèque du collège Saint Sava, avec un fonds catalogué d'un millier d'ouvrages en langue française. 
En 1859, la bibliothèque du Collège Saint-Sava a obtenu le statut de bibliothèque nationale.
En 1864, le souverain Alexandre Jean Cuza divisa en deux l'Académie princière de Bucarest pour créer d'une part l'université de Bucarest et d'autre part l'enseignement secondaire sous l'appellation de collège national Saint-Sava. 
En 1948, sous le régime communiste de la République socialiste de Roumanie, le collège prit le nom de l'écrivain révolutionnaire roumain Nicolae Bălcescu. En 1990, le collège reprit le nom de Saint-Sava.

## Pédagogie
Le collège abrite 34 classes. Près de 1 000 élèves étudient dans le collège national encadrés par près de 80 enseignants. 
- Mathématiques,
- Informatique,
- Physique-chimie,
- Sciences humaines,
- Sciences naturelles,
- Classes bilingues (roumain/français et roumain/anglais)